# Artefakt (UML)
Ein Artefakt (engl. Artifact) ist ein Modellelement in der Unified Modeling Language (UML), einer Modellierungssprache für Software und andere Systeme. Es wird im Verteilungsdiagramm und Komponentendiagramm eingesetzt.

Ein Artefakt repräsentiert ein Ergebnis aus einem Arbeitsprozess. Beispiele für solche Ergebnisse sind Dateien mit Quellcode als Ergebnis eines Softwareentwicklungsprozesses oder ein Textdokument als Ergebnis der Definition von Anforderungen an ein System.
Ein Artefakt wird grafisch wie eine Klasse, aber zusätzlich mit dem Schlüsselwort bzw. dem Stereotyp «artifact» dargestellt (siehe Abbildung).

## Arten
Die UML2 definiert eine Reihe von weiteren Schlüsselwörtern für bestimmte Arten von Artefakten:
- «script» steht für eine Script-Datei, die ein Computer interpretieren kann
- «document» steht für ein Dokument
- «executable» steht für eine ausführbare Datei
- «file» steht für eine nicht näher spezifizierte Datei
- «library» steht für eine Bibliotheksdatei
- «source» steht für eine Datei mit Quelltext[3][4]